# Мурусраптор
Мурусраптор барроський (лат. Murusraptor barrosaensis) — вид мегарапторів, знайдений 1 серпня 2016 року в формації Сьєрра Барроса у Неукені, Аргентина. Досягав 6,5 м у довжину. Відомий частковий кістяк незрілої особини.